# IEM Katowice 2020
IEM Katowice 2020 (Intel Extreme Masters Katowice 2020) – międzynarodowy turniej e-sportowy w grze Counter-Strike: Global Offensive rozgrywany w ramach ESL Pro Tour Masters Championship. Najlepszym graczem turnieju został Aleksandr "s1mple" Kostyliev.

## Drużyny
| ESL Pro Tour - Fnatic - Astralis - mousesports | Zaproszone - 100 Thieves - Evil Geniuses - Ninjas in Pyjamas - Natus Vincere - Virtus.pro - Team Vitality - Team Liquid | Zakwalifikowane - FaZe Clan - G2 Esports - MAD Lions - Cloud9 - TYLOO - Renegades |

## Organizacja
Organizacją wydarzenia zajmuje się ESL, które należy do niemieckiej spółki Turtle Entertainment. Ze względu na zagrożenie epidemiologiczne związane z koronawirusem SARS-CoV-2 wydarzenie zostało zamknięte dla publiczności decyzją wojewody śląskiego Jarosława Wieczorka.

## Faza grupowa[7]

### Grupa A

#### Ćwierćfinały
| Drużyna           | Wynik | Wynik | Drużyna       |
| ----------------- | ----- | ----- | ------------- |
| Astralis          | 2     | 0     | Cloud9        |
| Ninjas in Pyjamas | 0     | 2     | Team Vitality |
| Natus Vincere     | 2     | 1     | FaZe Clan     |
| Renegades         | 0     | 2     | Fnatic        |

#### Półfinały
| Drużyna       | Wynik | Wynik | Drużyna       |
| ------------- | ----- | ----- | ------------- |
| Astralis      | 2     | 0     | Team Vitality |
| Natus Vincere | 1     | 2     | Fnatic        |

#### Finał
| Drużyna  | Wynik | Wynik | Drużyna |
| -------- | ----- | ----- | ------- |
| Astralis | 2     | 0     | Fnatic  |

### Dolna tabela

#### Runda 1
| Drużyna   | Wynik | Wynik | Drużyna           |
| --------- | ----- | ----- | ----------------- |
| Cloud9    | 0     | 2     | Ninjas in Pyjamas |
| FaZe Clan | 2     | 0     | Renegades         |

#### Runda 2
| Drużyna       | Wynik | Wynik | Drużyna           |
| ------------- | ----- | ----- | ----------------- |
| Natus Vincere | 2     | 0     | Ninjas in Pyjamas |
| Team Vitality | 1     | 2     | FaZe Clan         |

#### Runda 3
| Drużyna       | Wynik | Wynik | Drużyna   |
| ------------- | ----- | ----- | --------- |
| Natus Vincere | 2     | 1     | FaZe Clan |

### Grupa B

#### Ćwierćfinały
| Drużyna     | Wynik | Wynik | Drużyna       |
| ----------- | ----- | ----- | ------------- |
| mousesports | 2     | 0     | TYLOO         |
| 100 Thieves | 0     | 2     | G2 Esports    |
| Team Liquid | 2     | 0     | Virtus.pro    |
| MAD Lions   | 1     | 2     | Evil Geniuses |

#### Półfinały
| Drużyna     | Wynik | Wynik | Drużyna    |
| ----------- | ----- | ----- | ---------- |
| mousesports | 1     | 2     | G2 Esports |
| Team Liquid | 2     | 0     | Virtus.pro |

#### Finał
| Drużyna    | Wynik | Wynik | Drużyna     |
| ---------- | ----- | ----- | ----------- |
| G2 Esports | 2     | 0     | Team Liquid |

### Dolna tabela

#### Runda 1
| Drużyna    | Wynik | Wynik | Drużyna     |
| ---------- | ----- | ----- | ----------- |
| TYLOO      | 0     | 2     | 100 Thieves |
| Virtus.pro | 1     | 2     | MAD Lions   |

#### Runda 2
| Drużyna       | Wynik | Wynik | Drużyna     |
| ------------- | ----- | ----- | ----------- |
| Evil Geniuses | 1     | 2     | 100 Thieves |
| mousesports   | 2     | 0     | MAD Lions   |

#### Runda 3
| Drużyna     | Wynik | Wynik | Drużyna     |
| ----------- | ----- | ----- | ----------- |
| 100 Thieves | 2     | 1     | mousesports |

## Faza pucharowa[7]

### Runda 1
| Drużyna     | Wynik | Wynik | Drużyna       |
| ----------- | ----- | ----- | ------------- |
| Fnatic      | 2     | 0     | 100 Thieves   |
| Team Liquid | 0     | 2     | Natus Vincere |

### Półfinały
| Drużyna    | Wynik | Wynik | Drużyna       |
| ---------- | ----- | ----- | ------------- |
| G2 Esports | 2     | 1     | Fnatic        |
| Astralis   | 0     | 2     | Natus Vincere |

### Wielki finał
| Drużyna    | Wynik | Wynik | Drużyna       |
| ---------- | ----- | ----- | ------------- |
| G2 Esports | 0     | 3     | Natus Vincere |

## Końcowa klasyfikacja[7][8]
- 1 miejsce –  Natus Vincere | $250.000
- 2 miejsce –  G2 Esports | $100.000
- 3/4 miejsce –  Astralis | $40.000
- 3/4 miejsce –  Fnatic | $40.000
- 5/6 miejsce –  100 Thieves | $15.000
- 5/6 miejsce –  Team Liquid | $15.000
- 7/8 miejsce –  FaZe Clan | $7.000
- 7/8 miejsce –  mousesports | $7.000
- 9/12 miejsce –  Evil Geniuses | $4.000
- 9/12 miejsce –  Team Vitality | $4.000
- 13/16 miejsce –  Renegades | $2.500
- 13/16 miejsce –  Cloud9 | $2.500
- 13/16 miejsce –  TYLOO | $2.500
- 13/16 miejsce –  Virtus.pro | $2.500